# ラフ・トレード・レコード
ラフ・トレード・レコード（Rough Trade Records）は、イギリスのインディペンデント・レコード・レーベルである。
ジェフ・トラヴィス（Geoff Travis）が1976年にロンドン西部に開店したラフ・トレード・ショップを母体として1978年に創設され、1982年にショップから独立した。アルバム『ミート・イズ・マーダー』が全英アルバムチャートの1位を記録するなど複数のヒット作を放ったザ・スミスがグループを解散するまでレーベルの財政を支えていた。1991年に破産し活動休止を余儀なくされたが2000年に再開。2007年7月にはサンクチュアリ・レコードが保有していたラフ・トレード株をベガーズ・グループが買収し、同グループの傘下に入った。
ラフ・トレードは、1970年代後半から1980年代前半にかけてヨーロッパのポストパンクやオルタナティヴ・ロックのアーティストを中心にリリースしていたが、以降は、フリー・ジャズ、レゲエ、アフリカ等のアーティストもリリースした。初期に在籍していたアーティストにヤング・マーブル・ジャイアンツやスクリッティ・ポリッティ、日本のプラスチックスらがいた。また、レーベル最初のLPはスティッフ・リトル・フィンガーズのデビュー・アルバム『インフレーマブル・マテリアル』である。
ジェフ・トラヴィスは後に、ワーナー・ブラザース・レコードと共同でブランコ・イ・ネグロ・レコードを立ち上げている。

## アーティスト
現在のアーティスト
- 1990s
- アダム・グリーン（Adam Green）
- アリーラ・ダイアン（Alela Diane）
- アントニー・アンド・ザ・ジョンソンズ（Antony and The Johnsons）
- ベイシア・ブラット（Basia Bulat）
- ベル・アンド・セバスチャン（Belle & Sebastian）
- ブラック・ミディ（Black Midi）
- ブリティッシュ・シー・パワー（British Sea Power）
- ザ・ディセンバリスツ (The Decemberists）
- デストロイヤー（Destroyer）
- エディ・リーダー（Eddi Reader）
- エミリアナ・トリーニ（Emiliana Torrini）
- ザ・ホールド・ステディ（The Hold Steady）
- アイランズ（Islands）
- ジャーヴィス・コッカー（Jarvis Cocker）
- ジェフリー・ルイス（Jeffrey Lewis）
- ジェニー・ルイス（Jenny Lewis）
- ミカチュー（Micachu）
- ミラクル・フォートレス（Miracle Fortress）
- マイ・モーニング・ジャケット（My Morning Jacket）
- ミステリー・ジェッツ（Mystery Jets）
- ロックス（Rox）
- スクリッティ・ポリッティ（Scritti Politti）
- ザ・ストロークス（The Strokes）
- スフィアン・スティーヴンス（Sufjan Stevens）
- スーパー・ファーリー・アニマルズ（Super Furry Animals）
- テイクン・バイ・トゥリーズ（Taken By Trees）
- ザ・ヴェイルズ（The Veils）

過去に在籍した主なアーティスト
- アーケイド・ファイア（Arcade Fire）
- アーサー・ラッセル（Arthur Russell）
- アズテック・カメラ（Aztec Camera）
- ベイビーシャンブルズ（Babyshambles）
- ブー・ラドリーズ（The Boo Radleys）
- ブレイクス（The Brakes）
- キャバレー・ヴォルテール（Cabaret Voltaire）
- カーラ・ディロン（Cara Dillon）
- ディレイズ（Delays）
- ザ・フォール（The Fall）
- グレゴリー・アイザックス
- ギャラクシー500（Galaxie 500）
- ホレス・アンディ（Horace Andy）
- ジェイムス（James）
- ジェイムス・ブラッド・ウルマー（James Blood Ulmer）
- ジャッキー・ミットゥ（Jackie Mittoo）
- ザ・リバティーンズ（The Libertines）
- ルシンダ・ウィリアムス
- マジー・スター（Mazzy Star）
- マイティ・ダイアモンズ
- モノクローム・セット（The Monochrome Set）
- ペル・ウブ（Pere Ubu）
- プラスチックス（Plastics）
- ポップ・グループ（The Pop Group）
- ザ・レインコーツ（The Raincoats）
- レッド・クレイオラ（The Red Crayola）
- ロバート・ワイアット（Robert Wyatt）
- ザ・スミス（The Smiths）
- スウェル・マップス
- スティッフ・リトル・フィンガーズ（Stiff Little Fingers）
- テレヴィジョン・パーソナリティーズ（Television Personalities）
- ヤング・マーブル・ジャイアンツ（Young Marble Giants）
- ヴァージン・プルーンズ（The Virgin Prunes）
- ウッドゥン・トップス（The Woodentops）